# Põllküla
Põllküla – wieś w Estonii, w prowincji Harju, w gminie Keila.
W miejscowości jest przystanek kolejowy Põllküla.